# Codi d'Euric
El Codi d'Euric era un conjunt de lleis que afectaven els visigots, que havien estat recopilades per ordre del rei Euric, abans del 480, probablement a Tolosa (alguns afirmen que es van recopilar a Arle). Es recollien al codi les costum de la nació goda.
La seva recopilació fou obra del jurista romà Lleó, que actuava com a principal conseller del rei Euric.
En general el Codi és bastant confús, i es creu que recollia els costums godes però en la forma en què havien estat alterades pel contacte amb els romans.
Ha quedat per a la posteritat solament de manera parcial, en un manuscrit, la part esborrada d'un palimpsest (és a dir un document antic reutilitzat); per a les parts no conegudes ha calgut recórrer a les analogies amb el Codi de Gundebald de Borgonya, i amb la Llei dels Bavaresos, i a més per les Lleis de la part coneguda del Codi de Leovigildo que derivarien d'Euric. Es conserven lleis relatives a límits, dipòsits, vendes, regals i herències, però han hagut de deduir-se lleis sobre jutges, acusacions, dret d'asil en les esglésies, fugitius, lladres, ferits, doctors, violacions de sepulcres, mercaders estrangers, violacions, incendis provocats, divisions de la terra i altres.